# Central nuclear de Kashiwazaki-Kariwa
La Central Nuclear de Kashiwazaki-Kariwa (柏崎刈羽原子力発電所, Kashiwazaki-Kariwa genshiryoku-hatsudensho, Kashiwazaki-Kariwa NPP) és una planta d'energia nuclear relativament moderna situada en els pobles de Kashiwazaki i Kariwa, en la prefectura de Niigata, Japó. El seu amo i operador és The Tokyo Electric Power Company, que és la tercera empresa elèctrica més gran del món.